# Eurysternus hamaticollis
Eurysternus hamaticollis là một loài bọ cánh cứng trong họ Bọ hung (Scarabaeidae).